# Fra Lippo Lippi
Fra Lippo Lippi è un gruppo musicale norvegese noto soprattutto per i singoli Shouldn't Have to Be Like That, Everytime I See You e Light and Shade usciti negli anni ottanta.

## Storia
Il bassista Rune Kristoffersen (nato il 22 settembre 1957) e il cantante Per Öystein Sörensen (nato il 13 dicembre 1961) fondano la band nel 1978. Il nome proviene dall'omonimo poemetto del poeta inglese Robert Browning, che aveva vissuto a lungo in Italia, dedicato al pittore italiano Filippo Lippi.
I principali successi sono contenuti negli album In Silence e Small Mercies, influenzati fortemente dal Post-punk e dal Dark Wave in pieno stile Joy Division. Successivamente la band si indirizza verso il Pop rock. A metà degli anni Ottanta, i pezzi di Fra Lippo Lippi si diffusero anche al di fuori dei confini norvegesi.

## Formazione
- Per Øystein Sørensen - voce (1983 - oggi)
- Rune Kristoffersen - basso, tastiera (1978 - 2002)
- Morten Sjøberg - batteria (1978 - 1985)
- Øyvind Kvalnes - tastiera (1984 - 1985)
- Bjørn Sorknes - tastiera, chitarra, voce (1978 - 1981)

## Discografia

### Album in studio
- In Silence (1981)
- Small Mercies (1983)
- Songs (1985)
- Light and Shade (1987)
- The Colour Album (1989)
- Dreams (1992)
- In a Brilliant White (2002)

### Album dal vivo
- Crash of Light (1990)

### Raccolte
- The Best of Fra Lippo Lippi '85-'95 (1995)
- The Virgin Years - Greatest Hits (1997)
- The Early Years (2005) - Re-release di In Silence e Small Mercies
- The Best of Fra Lippo Lippi (2005)
- The Essential Fra Lippo Lippi: Essence & Rare (2005)